# Izakaya

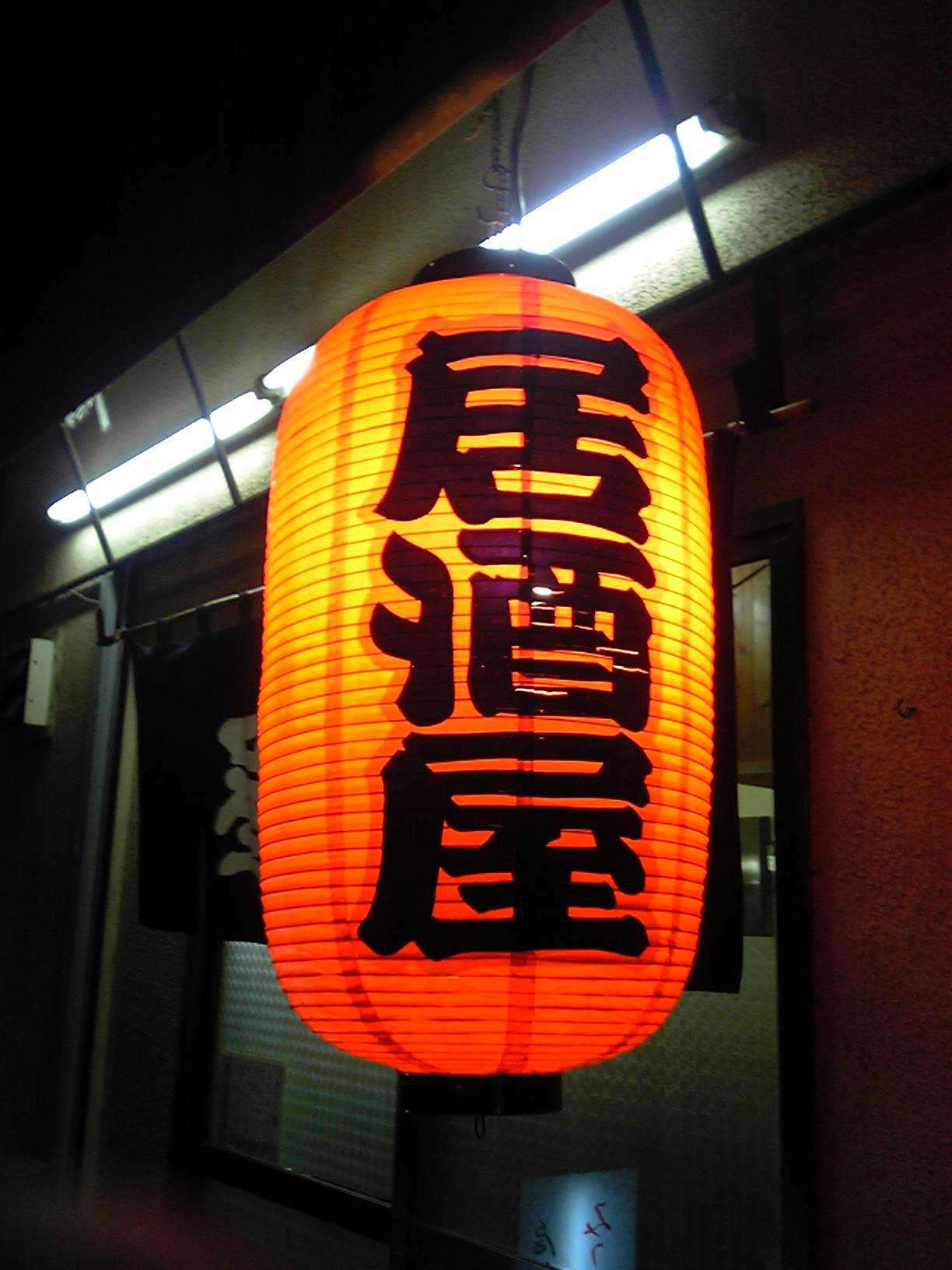
Rètol de izakaya en forma de llanterna

L'izakaya (izakaya (居酒屋) (居酒屋,«izakaya»?, de vegades escrit isakaya) és un tipus de bar informal japonès, on se serveixen begudes alcoholitzades —el caràcter 酒 en posició central significant alcohol. N'hi ha aproximadament 20.000 a tot el Japó i s'assimila al pub a Anglaterra o al restaurant de tapes a Espanya.
Freqüentat el vespre, s'hi beu tradicionalment cervesa, alcohol de batata (shōchū) i sake (nihonshū). Hom encarrega al curs de la tarda plats calents o freds que es comparteixen entre amics o col·legues en un ambient relaxat. La carta, més o menys elaborada, va d'alguns plats simples a una carta gairebé gastronòmica i pot ésser completada per plats del dia, el peix del mercat, l'olla de temporada. Els izakaya cobren sovint un petit recàrrec, anomenat otoshi. A canvi se serveix alguna cosa per a picar fins que estigui preparada la comanda.
En ocasions es designa l'izakaya pel terme akachōchin (llanterna vermella), car disposa de llanternes de paper vermell tradicionalment suspeses a l'entrada de les cases de begudes alcoholitzades. A un izakaya de barri, s'hi pot simplement anar a beure un got i picar alguns tsukemono conversant amb el patró o la patrona, tot esperant de tenir més gana o l'arribada dels amics. Els plats són servits generalment a la taula i a l'establiment s'hi pot fumar.

## Estils
Als barris animats de Tōkyō o Ōsaka, algunes izakaya poden ocupar diversos nivells, unes altres, minúscules, sovint gestionades familiarment o per una sola persona, acullen una punyada d'habituats del veïnat d'un barri residencial.
Si totes es limiten al sistema de la comanda per mesura i a la promesa d'un servei ràpid i d'una varietat de plats econòmics, el món dels izakaya és també un domini en què la concurrència és forta i en el qual cadascú es tenta de destriar i de lligar-se un segment de clientela, amb:
- una carta més tradicional o més moderna (ço és innovadora, occidentalitzant…),
- una experiència regionalista que popularitza les produccions de l'antic país de tosa (bonítol mig-cuit), kagoshima (porc negre) Nagoya (pollastre koshin, gambes panades, fideus plans, miso vermell),
- un quadre que evoca els anys showa (del nom de l'antic emperador) o al contrari modernitzant,
- fórmules begudes o plats a voluntat.

## Sociologia
El mode de vida del cutadà japonès i en particular del salaryman (horaris de treball, transport en comú) en fan de lluny el primer consumidor al món de restauració fora de llar. En aquestes condicions, l'izakaya és tant un lloc de consum com de socialització on hom evoca els darrers afers a la moda, les dificultats de la feina o les noves de la crònica familiar. El nomikai és així un vertader fenomen de societat.

## Cultura
L'izakaya ha servit de decors a nombroses escenes del cinema japonès d'un segle ençà. Yasujirō Ozu en fa àmpliament ús tot al llarg de la seva obra (per exemple, Una alberg a Tòquio, El Gust del sake, Flors d'equinocci). L'heroi de Shall we dance (la versió original japonesa de 1996) hi beu un got amb els seus dos coaprenents.